# Franciszek Markowski
 Franciszek Markowski herbu Bończa (ur. 1727, zm. 1806) – konfederat barski (1768–1772), senator, poseł na sejm, kasztelan sanocki w 1712 roku, właściciel dóbr na Podkarpaciu. 
Był synem Michała Macieja Markowskiego i Konstancji Szeping. Żoną jego była Elonora Stadnicka herbu Drużyna, (ok.1730-1788) – córka Franciszka, (zm. 1775) - podczaszego latyczowskiego, chorążego czerwonogrodzkiego, podolskiego, posła na sejmy.
Jego synem był Piotr Markowski (1766-1833) - mąż Karoliny Żeromskiej, Jan Markowski, Kazimierz Markowski, Mikołaj Markowski, i córka Tekla Markowska a mężem jej został Michał Dunin Borkowski z Borkowic herbu Łabędź 
Podpisał Konfederację Generalną Sejmu Czteroletniego jako Franciszek Markowski - senator (kasztelan sanocki). 
Walczył w bitwach o wolność Polski w powstaniu konfederacji barskiej w l. 1768-1772.
W 1792 odznaczony Orderem Orła Białego, w 1786 kawaler Orderu Świętego Stanisława. 